# 예울초등학교
예울초등학교는 대한민국 전라남도 여수시에 있는 공립 초등학교이다.

## 학교 연혁
- 2023년 3월 1일 : 개교